# Словенский сельсовет
Словенский сельсовет — административная единица на территории Шкловского района Могилёвской области Белоруссии. Административный центр — агрогородок Малые Словени. Население сельсовета — 1953 человека (2009).

## История
22 февраля 2002 года из состава сельсовета исключены деревни Новые Стайки и Старые Стайки, которые вошли в состав Александрийского сельсовета.

## Состав
Словенский сельсовет включает 18 населённых пунктов:
- Большие Словени — деревня.
- Волосовичи — деревня.
- Забродье — деревня.
- Заполье — деревня.
- Каменка — деревня.
- Клин — деревня.
- Кучарино — деревня.
- Леща — деревня.
- Любиничи — агрогородок.
- Малые Словени — агрогородок.
- Никитиничи — деревня.
- Новая Леща — деревня.
- Пронцевка — деревня.
- Ржавцы — деревня.
- Сапроньки — деревня.
- Сосновка 1 — деревня.
- Сосновка 2 — деревня.
- Староселье — деревня.